# Leichtathletik-Weltmeisterschaften 1983/Speerwurf der Frauen

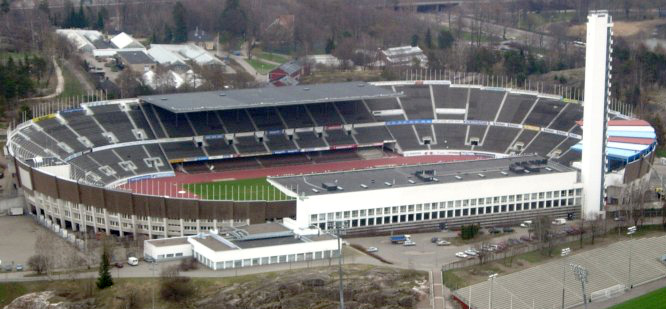
Das Olympiastadion in Helsinki

Der Speerwurf der Frauen bei den Leichtathletik-Weltmeisterschaften 1983 fand am 12. und 13 August 1983 in Helsinki, Finnland, statt.
22 Athletinnen aus 17 Ländern nahmen an dem Wettbewerb teil. Die Goldmedaille gewann die Finnin Tiina Lillak mit 70,82 m, Silber ging an die Britin Fatima Whitbread mit 69,14 m, und die Bronzemedaille sicherte sich die amtierende Europameisterin Anna Verouli aus Griechenland mit 65,72 m.

## Rekorde
Vor dem Wettbewerb galten folgende Rekorde:
| Weltrekord               | Tiina Lillak                                                                | 74,76 m                                                                     | Tampere, Finnland                                                           | 13 Juni 1983                                                                |
| Weltmeisterschaftsrekord | Es gab noch keine WM-Rekorde, die Veranstaltung wurde erstmals ausgetragen. | Es gab noch keine WM-Rekorde, die Veranstaltung wurde erstmals ausgetragen. | Es gab noch keine WM-Rekorde, die Veranstaltung wurde erstmals ausgetragen. | Es gab noch keine WM-Rekorde, die Veranstaltung wurde erstmals ausgetragen. |

Der WM-Rekord wurde nach und nach auf zuletzt 70,82 m gesteigert (Tiina Lillak, Finnland, im Finale am 13. August).

## Legende
Kurze Übersicht zur Bedeutung der Symbolik – so üblicherweise auch in sonstigen Veröffentlichungen verwendet:
| – | Versuch ausgelassen |
| x | Fehlversuch         |

## Qualifikation
12 August 1983
22 Athletinnen traten zur Qualifikation in zwei Gruppen an. Die Qualifikationsweite betrug mindestens 62,00 m, um direkt ins Finale einzuziehen. Zehn Athletinnen schafften diese Marke oder warfen weiter, sie sind hellblau unterlegt. Die restlichen Werferinnen, die am Finale teilnehmen durften – die Anzahl der Athletinnen sollte mindestens zwölf sein –, sind jene mit der höchsten geworfenen Weite unterhalb der Qualifikationsweite, sie sind hellgrün unterlegt. So mussten mindestens 60,96 m erbracht werden.

### Gruppe A
| Platz | Athletin        | Land                            | 1. Versuch (m) | 2. Versuch (m) | 3. Versuch (m) | Weite (m) |
| ----- | --------------- | ------------------------------- | -------------- | -------------- | -------------- | --------- |
| 1     | Tessa Sanderson | Vereinigtes Königreich          | 64,80          | –              | –              | 64,80     |
| 2     | Petra Felke     | Deutsche Demokratische Republik | 60,08          | 57,80          | 64,46          | 64,46     |
| 3     | Mayra Vila      | Kuba                            | 53,44          | 60,46          | 62,78          | 62,78     |
| 4     | Tuula Laaksalo  | Finnland                        | 62,06          | –              | –              | 62,06     |
| 5     | Karin Bergdahl  | Schweden                        | 60,64          | x              | 59,14          | 60,64     |
| 6     | Ingrid Thyssen  | BR Deutschland                  | 58,84          | 56,16          | 59,70          | 59,70     |
| 7     | Elena Burgarová | Tschechoslowakei                | 57,30          | 58,48          | 56,40          | 58,48     |
| 8     | Monique Lapres  | Kanada                          | 51,48          | 54,70          | 48,70          | 54,70     |
| 9     | Xin Xiaoli      | Volksrepublik China             | 49,70          | 44,62          | 52,52          | 52,52     |
| 10    | Jennifer Pace   | Malta                           | 40,72          | 41,96          | 41,52          | 41,96     |
|       | Sofia Sakorafa  | Griechenland                    |                |                |                | DNS       |

### Gruppe B
| Platz | Athletin            | Land                            | 1. Versuch (m) | 2. Versuch (m) | 3. Versuch (m) | Weite (m) |
| ----- | ------------------- | ------------------------------- | -------------- | -------------- | -------------- | --------- |
| 1     | Tiina Lillak        | Finnland                        | 58,14          | 69,16          | –              | 69,16 CR  |
| 2     | Anna Verouli        | Griechenland                    | 68,50          | –              | –              | 68,50     |
| 3     | Antje Kempe         | Deutsche Demokratische Republik | 62,74          | –              | –              | 62,74     |
| 4     | Éva Ráduly-Zörgő    | Rumänien                        | 61,92          | 59,14          | 60,54          | 61,92     |
| 5     | Karin Smith         | Vereinigte Staaten              | 61,48          | 58,90          | 58,92          | 61,48     |
| 6     | Beate Peters        | BR Deutschland                  | 57,10          | 60,00          | 61,18          | 61,18     |
| 7     | María Caridad Colón | Kuba                            | 60,98          | x              | 55,08          | 60,98     |
| 8     | Fatima Whitbread    | Vereinigtes Königreich          | x              | 57,34          | 60,96          | 60,96     |
| 9     | Fausta Quintavalla  | Italien                         | 59,34          | 53,68          | 58,00          | 59,34     |
| 10    | Emi Matsui          | Japan                           | x              | 55,52          | 53,10          | 55,52     |
| 11    | Mereoni Vibose      | Fidschi                         | 49,00          | 48,48          | 49,44          | 49,44     |
| 12    | Norsham Yoon        | Malaysia                        | 40,40          | x              | 37,00          | 40,40     |

## Finale
13. August 1983
| Platz | Athletin            | Land                            | 1. Versuch (m) | 2. Versuch (m) | 3. Versuch (m) | 4. Versuch (m)                              | 5. Versuch (m)                              | 6. Versuch (m)                              | Weite (m) |
| ----- | ------------------- | ------------------------------- | -------------- | -------------- | -------------- | ------------------------------------------- | ------------------------------------------- | ------------------------------------------- | --------- |
|       | Tiina Lillak        | Finnland                        | 67,34          | 59,04          | 63,24          | 63,56                                       | 67,46                                       | 70,82 CR                                    | 70,82 CR  |
|       | Fatima Whitbread    | Vereinigtes Königreich          | 69,14          | x              | 64,48          | x                                           | 61,78                                       | x                                           | 69,14     |
|       | Anna Verouli        | Griechenland                    | x              | 61,74          | 62,38          | 63,08                                       | 65,72                                       | x                                           | 65,72     |
| 4     | Tessa Sanderson     | Vereinigtes Königreich          | 64,76          | 63,66          | 63,94          | 64,10                                       | 64,00                                       | 59,74                                       | 64,76     |
| 5     | Éva Ráduly-Zörgő    | Rumänien                        | 63,38          | 60,32          | 57,36          | 60,92                                       | 63,86                                       | 61,80                                       | 63,86     |
| 6     | Tuula Laaksalo      | Finnland                        | 50,50          | 62,44          | x              | 56,52                                       | x                                           | 59,04                                       | 62,44     |
| 7     | Beate Peters        | BR Deutschland                  | 59,22          | x              | 62,42          | x                                           | 59,30                                       | x                                           | 62,42     |
| 8     | María Caridad Colón | Kuba                            | 61,52          | 62,04          | 56,96          | 57,34                                       | 57,88                                       | 56,32                                       | 62,04     |
| 9     | Petra Felke         | Deutsche Demokratische Republik | x              | 61,82          | 62,02          | nicht im Finale der besten acht Werferinnen | nicht im Finale der besten acht Werferinnen | nicht im Finale der besten acht Werferinnen | 62,02     |
| 10    | Karin Smith         | Vereinigte Staaten              | 59,76          | x              | 59,76          | nicht im Finale der besten acht Werferinnen | nicht im Finale der besten acht Werferinnen | nicht im Finale der besten acht Werferinnen | 59,76     |
| 11    | Antje Kempe         | Deutsche Demokratische Republik | 58,82          | x              | 54,84          | nicht im Finale der besten acht Werferinnen | nicht im Finale der besten acht Werferinnen | nicht im Finale der besten acht Werferinnen | 58,82     |
| 12    | Mayra Vila          | Kuba                            | 57,60          | 53,72          | 57,80          | nicht im Finale der besten acht Werferinnen | nicht im Finale der besten acht Werferinnen | nicht im Finale der besten acht Werferinnen | 57,80     |

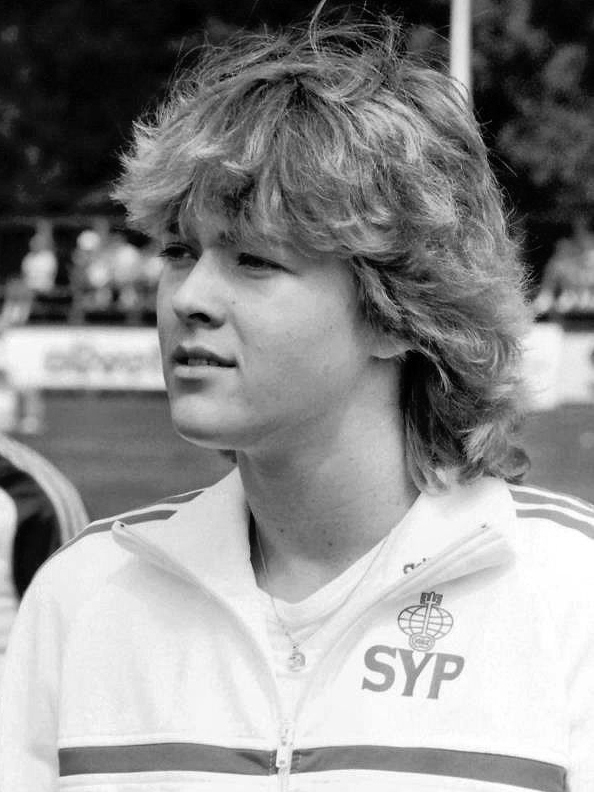
Die Siegerin Tiina Lillak (im WM-Jahr 1983)
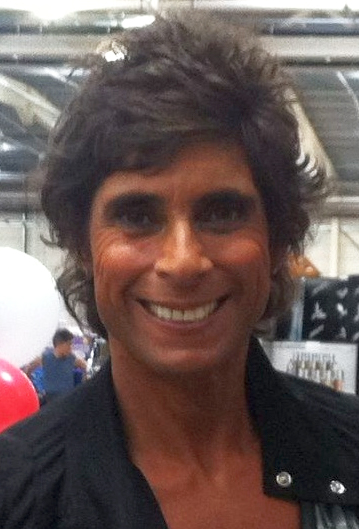
Vizeweltmeisterin Fatima Whitbread
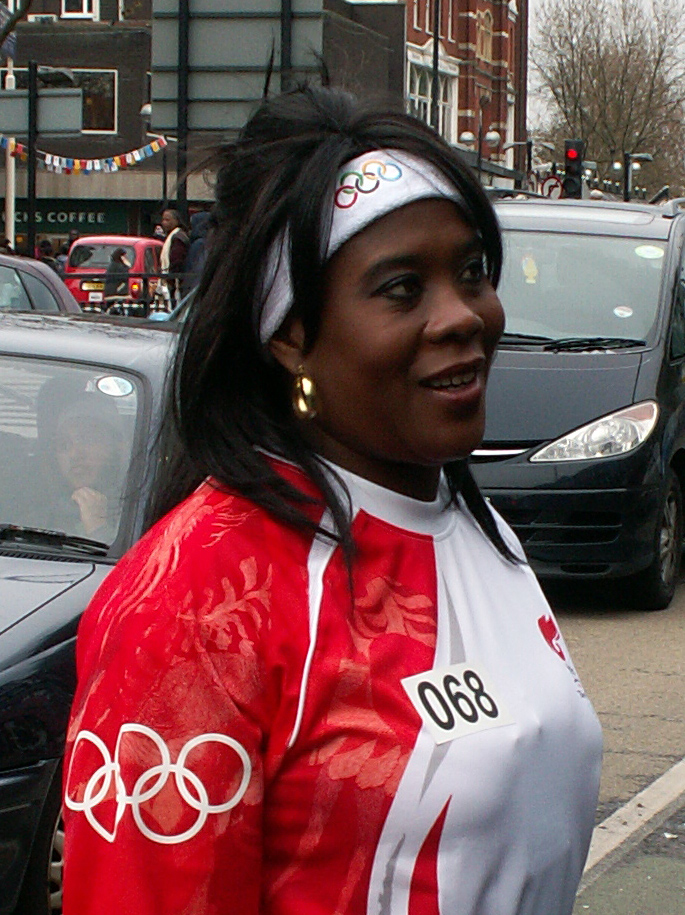
Rang vier für Tessa Sanderson – im Jahr darauf wurde sie Olympiasiegerin
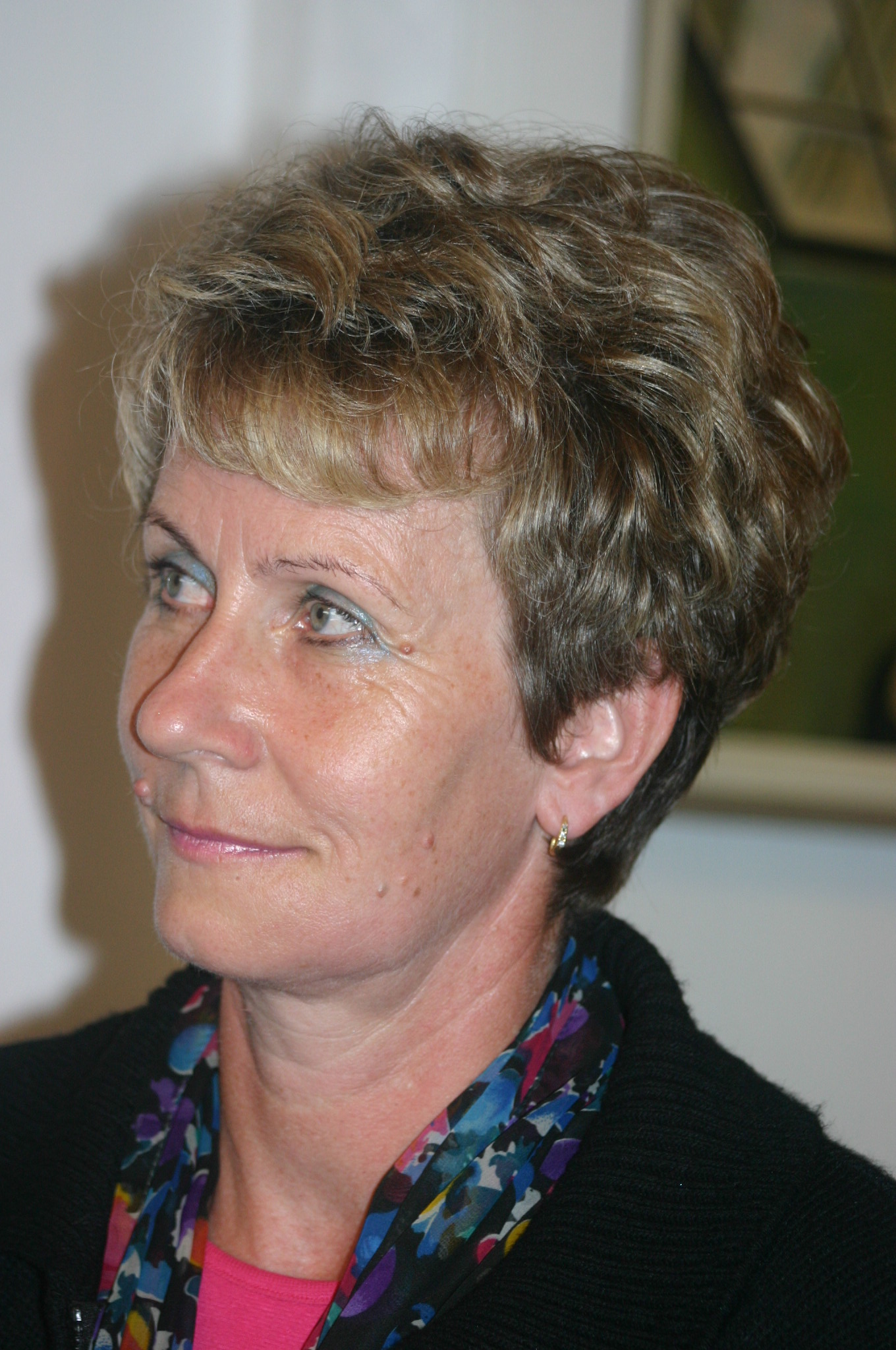
Éva Ráduly-Zörgő (hier im Jahr 2009) belegte Rang fünf
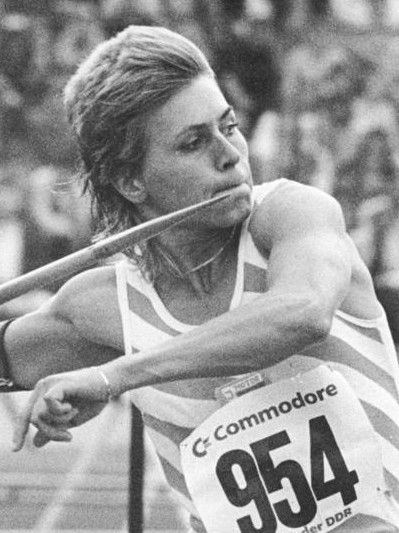
Petra Felke, am Beginn ihrer internationalen Karriere, kam auf den neunten Platz
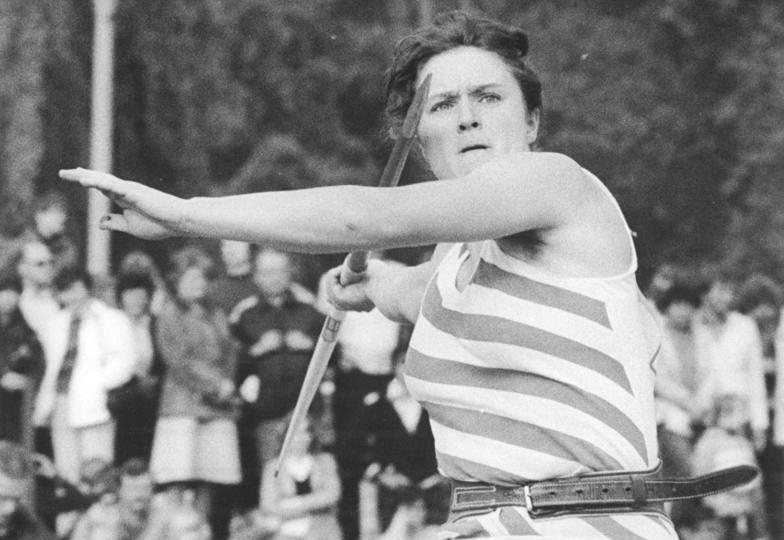
Die Vizeeuropameisterin von 1982 Antje Kempe musste hier mit Platz elf zufrieden sein

## Video
- 1983 World Championships women's javelin throw auf youtube.com, abgerufen am 14. April 2020